# Robert Pütz (Verwaltungsjurist)
Robert Pütz (* 3. Mai 1895 in Düren; † 25. Oktober 1981 in Südfrankreich) war von 1946 bis 1948 der erste Oberstadtdirektor von Düren. 
Pütz studierte Rechtswissenschaften und promovierte im Jahr 1921. In seiner Heimatstadt wurde er Leiter des Amtsgerichtes Düren. 
Nach der neuen Gemeindeordnung mussten ab 1946 alle Gemeinden über 10.000 Einwohner einen hauptamtlichen Stadt-/Gemeindedirektor haben. Fünfzig Personen hatten sich für dieses Amt beworben, wovon fünf in die engere Wahl kamen. Kein Bewerber erfüllte die notwendigen Voraussetzungen. Deshalb bat Bürgermeister Ernst Hammans den Amtsgerichtsrat, seine Bewerbung abzugeben. Pütz wurde dann am 8. Juni 1946 einstimmig zum Stadtdirektor gewählt. Das Amt trat er drei Tage später an. Sieben Tage nach seinem Amtsantritt wurde Pütz aufgrund einer Verfügung der Militärregierung zum Oberstadtdirektor ernannt. Seine Amtszeit endete am 18. August 1948. 
Sein Spitzname war Pötze Schlepp. Nachfolger von Pütz wurde Hans Brückmann.
Ab 1919 war er Mitglied der katholischen Studentenverbindung KDStV Staufia Bonn im CV.

## Ehrung
Im Dürener Stadtteil Hoven wurde die Dr.-Robert-Pütz-Straße nach ihm benannt.